# 国家经济成就展览会站
國經成就展站（俄語：ВДНХ，羅馬化：VDNKh，首字母縮略，但發音上當成一個字念作「Вэдэнха／韋登哈」）是莫斯科地鐵卡盧加－里加線的一個車站。國經成就展站開通於1958年5月1日，站名來自於國家經濟成就展覽會（俄语：Выставка Достижений Народного Хозяйства）。國經成就展站是莫斯科地鐵最深的車站之一，深度達53.5（176英尺），也是莫斯科地鐵最繁忙的車站之一，2009年平均日客流量達107,377人。